# Myospila xanthisma
Myospila xanthisma är en tvåvingeart som beskrevs av Shinonaga och Huang 2007. Myospila xanthisma ingår i släktet Myospila och familjen husflugor.
Artens utbredningsområde är Taiwan. Inga underarter finns listade i Catalogue of Life.